# Sheffield Steel
Albums de Joe Cocker
Luxury You Can Afford
(1978) Civilized Man
(1984)
Singles
1. Many Rivers to Cross
Sortie : août 1982
2. Ruby Lee
Sortie : octobre 1982
3. Sweet Little Woman
Sortie : 1982
4. Talking Back to the Night
Sortie : 1982

Sheffield Steel est le neuvième album studio de Joe Cocker, sorti le 22 mai 1982.  

## Contexte
Au début des années 1980, Joe Cocker est marqué par les excès de la drogue et de l'alcool, qui pâtissent sur ses productions scéniques et sur ses albums studios,. Il entame une cure de désintoxication, puis est repris en main par Chris Blackwell, fondateur d'Island Records. Il part enregistrer au Compass Point Studios, aux Bahamas au printemps 1981, aux côtés du guitariste Adrian Belew, du groupe King Crimson, le claviériste Wally Badarou et de la rythmique reggae la plus prisée, le bassiste Robbie Shakespeare et le batteur Sly Dunbar. Robert Palmer et Jimmy Cliff y figurent en tant que choristes.
Il y contient des reprises notamment Seven Days de Bob Dylan, Talking Back to the Night de Steve Winwood, mais aussi de Many Rivers to Cross de Jimmy Cliff.

## Sortie et accueil
Sorti le 22 mai 1982, Sheffield Steel est considéré comme l'album de la renaissance.

## Titres
1. Look What You've Done (Leo Nocentelli)
2. Shocked (Ira Ingber, Greg Sutton)
3. Sweet Little Woman (Andy Fraser)
4. Seven Days (Bob Dylan)
5. Marie (Randy Newman)
6. Ruby Lee (Bill Withers, Melvin Dunlap)
7. Many Rivers to Cross (Jimmy Cliff)
8. So Good, So Right (Brenda Russell)
9. Talking Back to the Night (Steve Winwood, Will Jennings)
10. Just Like Always (Jimmy Webb)

## Personnel
- Joe Cocker – chant
- Wally Badarou – claviers
- Mikey Chung – guitares (1, 2, 4-10)
- Barry Reynolds – guitares (1, 2, 4-10), chœurs (8)
- Adrian Belew – guitares (3)
- Robbie Shakespeare – bassee, chœurs (3)
- Sly Dunbar – batterie
- Uziah Thompson – percussions
- Jimmy Cliff – chœurs (3)
- Robert Palmer – chœurs (8)

## Classements
| Classement (1982)             | Meilleure place |
| ----------------------------- | --------------- |
| Allemagne (Media Control AG)  | 46              |
| États-Unis (Billboard 200)    | 105             |
| Norvège (VG-lista)            | 9               |
| Nouvelle-Zélande (RIANZ)      | 14              |
| Pays-Bas (Mega Album Top 100) | 15              |